# Paul Cérésole
Paul Cérésole (16 de novembro de 1832 - 7 de janeiro de 1905) foi um político da Suíça.
Ele foi eleito para o Conselho Federal suíço em 1 de Fevereiro de 1870 e terminou o mandato a 31 de Dezembro de 1875.
Paul Cérésole foi Presidente da Confederação suíça em 1873.